# Les Salines (Martynika)
Les Salines albo Plage des Salines – plaża na Karaibach, na południowym wybrzeżu Martyniki, ok. 3 km na południe od miasteczka Sainte-Anne. Jest jedną z najchętniej odwiedzanych plaż na wyspie, zarówno przez turystów, jak i miejscową ludność. 
Plaża Les Salines leży na wąskiej mierzei między cieśniną Canal de Sainte-Lucie a słonym jeziorem Étang des Salines, któremu zawdzięcza swoją nazwę. Długi na ponad kilometr pas piaszczystego wybrzeża ograniczony jest od lądu przez tropikalną roślinność, m.in. liczne palmy kokosowe. Okolice plaży, łącznie z drogą dojazdową i parkingiem, zostały poważnie zniszczone w czasie huraganu Dean w 2007 roku.